# Bichota
«Bichota» es una canción de la cantante colombiana de reguetón Karol G. La canción fue lanzada el 23 de octubre de 2020 a través de la disquera Universal Music Latino, como sencillo de su tercer álbum de estudio KG0516. La canción fue escrita por Lenny Tavárez, J Quiles, Cristián Salazar y Ovy on the Drums. La canción alcanzó el número 3 en la lista Hot Latin Songs de Billboard en diciembre de 2020, y encabezó la lista Argentina Hot 100 durante 5 semanas.

## Vídeo musical
Hay dos vídeos musicales para «Bichota», el primero, dirigido por Colin Tilley, fue lanzado a YouTube el 23 de octubre de 2020, y a agosto de 2022 tiene más de 1.000 millones de vistas, y el segundo vídeo musical fue lanzado en Facebook el 12 de noviembre de 2020, y ha logrado más de 230 millones de visitas hasta febrero de 2021.

## Posicionamiento en listas
| Listas (2020-2021)                              | Mejor Posición |
| ----------------------------------------------- | -------------- |
| Argentina (Argentina Hot 100)                   | 1              |
| Bolivia (Monitor Latino)                        | 3              |
| Chile (Monitor Latino)                          | 11             |
| Colombia (National-Report)                      | 2              |
| España (PROMUSICAE)                             | 1              |
| Estados Unidos (Billboard Hot 100)              | 72             |
| Estados Unidos (Hot Latin Songs)                | 3              |
| Estados Unidos (Billboard Air Play)             | 1              |
| Estados Unidos (Billboard Latin Rhythm Airplay) | 1              |
| Global 200 (Billboard)                          | 7              |
| República Dominicana (Monitor Latino)           | 4              |
| Perú (Monitor Latino)                           | 1              |
| Venezuela (Monitor Latino)                      | 3              |

## Ventas y certificaciones
| País           | Organismo certificador | Certificación           | Ventas certificadas | Ref.   |
| -------------- | ---------------------- | ----------------------- | ------------------- | ------ |
| México         | AMPROFON               | 4x Diamante + 1 Platino | 1 260 000           | [ 18 ] |
| España         | PROMUSICAE             | 3× Platino              | 120 000             | [ 19 ] |
| Estados Unidos | RIAA                   | 13× Platino             | 780 000             | [ 20 ] |

## Historial de lanzamiento
| Región | Fecha                 | Formato                        | Etiqueta               | Ref.   |
| ------ | --------------------- | ------------------------------ | ---------------------- | ------ |
| Varios | 23 de octubre de 2020 | - Descarga digital - Streaming | Universal Music Latino | [ 21 ] |